# توماس دي
توماس دي (بالإنجليزية: Thomas Dee)‏ هو اقتصادي أمريكي، ولد في القرن العشرين.